# Ганна Штокбауер
Ганна Штокбауер (нім. Hannah Stockbauer, 7 січня 1982) — німецька плавчиня.
Призерка Олімпійських Ігор 2004 року, учасниця 2000 року.
Чемпіонка світу з водних видів спорту 2001, 2003 років.
Чемпіонка Європи з водних видів спорту 1999, 2002 років.
Призерка Чемпіонату Європи з плавання на короткій воді 2002 року.